# Alekszandr Vjacseszlavovics Alekszejev
Alekszandr Vjacseszlavovics Alekszejev (oroszul: Александр Вячеславович Алексеев; Taskent, Üzbég SZSZK, 1981. április 30. –) orosz ökölvívó. A volt Szovjetunióban, a mai Üzbegisztán területén született, jelenleg Hamburgban, Németországban él.

## Amatőr eredményei
- 1999-ben junior világbajnok félnehézsúlyban.
- 2003-ban ezüstérmes a világbajnokságon nehézsúlyban, a döntőben az kubai Odlanier Solístól szenvedett vereséget.
- 2004-ben Európa-bajnok nehézsúlyban. A döntőben a belarusz Viktar Zujevet győzte le.
- 2005-ben világbajnok nehézsúlyban.
- Ezen kívül háromszoros orosz nehézsúlyú bajnok (2002, 2003, 2005), és kétszer nyert aranyérmet a katonai világbajnokságokon (2002, 2003).

## Profi karrierje
2006-ban a hamburgi Univerzum partnercégénél a Spotlight Boxingnál kezdte profi pályafutását cirkálósúlyban, 17 mérkőzéséből 16-ot nyert meg (ebből 15-öt idő előtt), és egyet vesztett el. Edzője Fritz Sdunek.